# 鲍毅康

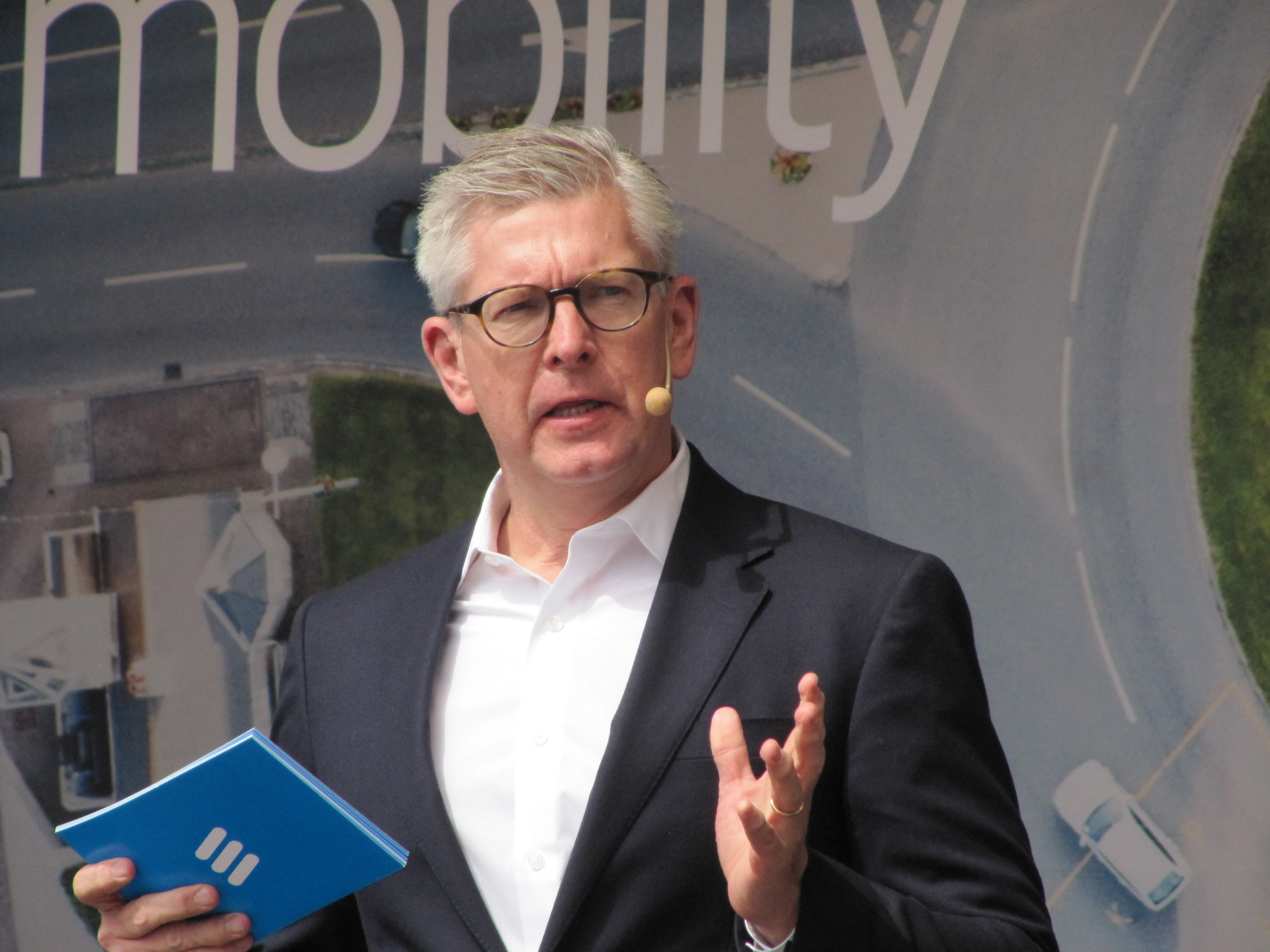
鲍毅康

伯耶·埃克霍尔姆（瑞典語：Börje Ekholm；1963年—），中文名鲍毅康，是一位瑞典企业家。。

## 生平
1988年毕业于皇家理工学院。后获得欧洲工商管理学院工商管理硕士学位。2005年至2015年担任银瑞达集团首席执行官。2017年1月16日担任爱立信首席执行官。
此外还担任阿里巴巴集团、OMX和天宝导航董事会成员。